# 삼성 갤럭시 A36 5G
삼성 갤럭시 A36 5G는 삼성전자가 갤럭시 A 시리즈의 일부로 개발 및 제조한 보급형 안드로이드 기반 스마트폰이다.